# Радослав Митревски
 Радослав Любенов Митревски е български футболист, защитник.

## Кариера

### Футболна кариера
Юноша на Пирин Благоевград, играе като защитник, дебютира през сезон 2000/01. През лятото на 2003 преминава в ЦСКА, но след едва три мача е продаден на Марек Дупница през лятото на 2004. През 2006 преминава в Септември Симитли, а през 2007 се завръща в Пирин Благоевград. През сезон 2008/09 е под наем в Банско. През 2011 играе за Видима-Раковски Севлиево, а от 2012 пак е в Пирин Благоевград. От 2012 играе за Септември Симитли, а през сезон 2016/17 е в Миньор Перник.

### Треньорска кариера
От февруари 2018 започва работа като треньор в школата на Пирин Благоевград. На 22 октомври 2020 е назначен за помощник треньор в Пирин Благоевград.
На 3 декември 2021 е избран за временен старши треньор (заедно с Петър Михтарски) на ПФК Пирин (Благоевград), като дебютира в първа лига в двубой срещу ПФК ЦСКА София, завършил 1 – 1. На първата тренировка на отбора за 2022 година е обявен като старши треньор на отбора.